# Шеховци (Мркоњић Град)
Шеховци су насељено мјесто у општини Мркоњић Град, Република Српска, БиХ. Према попису становништва из 2013. у насељу је живио 271 становник.

## Становништво
Према последњем службеном попису становништва из 1991. године, село Шеховци је имало 642 становника. Срби су чинили око 98% од укупног броја становника.
Мјесна заједница је 1991. бројала 1.850 становника.
| Националност       | 2013. | 1991.        | 1981.        | 1971.          | 1961.                      |
| Срби               |       | 629 (97,97%) | 935 (99,57%) | 1.172 (98,90%) |                            |
| Југословени        |       | 5 (0,77%)    | 2 (0,21%)    | 0              |                            |
| Хрвати             |       | 1 (0,15%)    | 1 (0,10%)    | 10 (0,84%)     |                            |
| Муслимани          |       | 0            | 0            | 1 (0,08%)      |                            |
| остали и непознато |       | 7 (1,09%)    | 1 (0,10%)    | 2 (0,16%)      |                            |
| Укупно             | 271   | 642          | 939          | 1.185          | 768, 522 (Г. и Д. Шеховци) |